# Ripe San Ginesio
Ripe San Ginesio este o comună din provincia Macerata, regiunea Marche, Italia, cu o populație de 871 locuitori și o suprafață de 10,17 km².

## Demografie
Ripe San Ginesio - evoluția demografică

|  | Graficele sunt indisponibile din cauza unor probleme tehnice. Mai multe informații se găsesc la Phabricator și la wiki-ul MediaWiki. |

Date: Recensăminte sau birourile de statistică - grafică realizată de Wikipedia